# César Blackman
César Rodolfo Blackman Camarena (ur. 2 kwietnia 1998 w mieście Panama) – panamski piłkarz występujący na pozycji bocznego obrońcy, reprezentant Panamy, od 2023 roku zawodnik słowackiego Slovana Bratysława.